# +001
Pour les articles homonymes, voir 001.
Singles
1. L'Americain
Sortie : 6 janvier 2014
2. Acide
Sortie : 23 juin 2014
3. Forteresse
Sortie : 10 novembre 2014

+001 est le premier album solo de la chanteuse française Jenn Ayache, membre du groupe français Superbus. Il est sorti le 22 septembre 2014.
Les morceaux L'Américain et Acide sont respectivement le premier et le deuxième single extraits de l'album.
L'album est un échec commercial.[réf. nécessaire]

## Historique de l'album
Le 6 novembre 2013, Jennifer Ayache annonce la sortie de son premier album solo signé chez Polydor sous le pseudonyme Jenn Ayache.
Elle participe le 30 avril 2014 au NRJ Music Tour où elle interprète son single L'Américain, ainsi qu'un morceau inédit, faisant partie du futur album, Weather Operator.
Le 2 juin, la chanteuse annonce que l'album +001, initialement prévu pour le 9 juin, sortira le 22 septembre.
Le 19 juin, Jennifer Ayache annonce officiellement la sortie de son nouveau single Acide pour le 23 juin. Ce single inédit ne devait pas faire partie de la liste des morceaux, ce qui sous-entend que celle-ci a été modifiée, sans doute dû au décalage de la date de sortie de l'album. Le lendemain de la sortie, la chanteuse annonce que le clip de celui-ci sera tourné à Athènes, en Grèce.
La liste finale des titres est dévoilée le 10 août sur le site Amazon, elle inclut trois nouveaux titres : Acide, Forteresse et Drama. En revanche, le premier titre dévoilé, Si J'essaye, en est exclu.

### Genèse et thèmes
Depuis 2009, la chanteuse annonce qu'elle prévoit de sortir un album solo. Après la pause musicale qui a suivi le best of Happy BusDay: The Best of Superbus, la chanteuse se consacre à un projet différent de celui de Superbus. Celui-ci s'appelle Wonderama, et un titre et un extrait en  sortent. À la suite de ces sorties, le projet est abandonné pour le retour de Superbus et la production de leur cinquième album Sunset.
Après l'échec commercial de celui-ci, et une tournée de plus d'un an, le groupe décide de faire une pause. De son côté, la chanteuse décide de partir sur une voie plus urbaine, avec des textes plus parlés et plus personnels.

### Enregistrement et sortie
Le premier morceau à être enregistré est la reprise d'Yves Simon. Il n'était pas, à l'origine, destiné à finir sur un album.

## Singles
En guise d'avant-goût, Jennifer Ayache dévoila un premier extrait de +001 le 29 novembre 2013 sur iTunes : Si j'essaye. Un titre qui fut disponible le 2 décembre 2013 en téléchargement, et qui fut illustré à la même époque par une lyric video.
Vient ensuite L'Américain, le 6 janvier 2014, premier single officiel. Le titre entre dans la programmation de la radio NRJ dès le 16 février 2014. Une lyric video fit son apparition pour promouvoir la chanson dans sa version radio (où l'introduction est tronquée) et un clip signé Arno Bani, contenant la version album, passe à la télévision quelques jours après la sortie du single. Le mannequin Brandon Tobiassen y figure dans le rôle de l'Américain. Le Clip a été tourné aux États-Unis, et une spécifiquement à la Montagne du Salut dans le désert du Colorado.
Le deuxième single, Acide, sort le 23 juin 2014. Une lyric video illustre d'abord la chanson. Le clip fut ensuite dévoilé le 21 juillet. Le clip a été filmé à Mykonos en Grèce.
Le troisième single, Forteresse, est annoncé le 3 octobre 2014 sur les pages Facebook et Twitter de la chanteuse, accompagné de la pochette officielle. Le clip, entièrement réalisé avec un iPhone, fut dévoilé le 5 novembre.

## Accueil
À sa sortie, l'album reçoit un accueil mitigé de la part de la critique. L'album est un échec commercial. Il se vendra à environ 5 000 exemplaires.

## Liste des pistes

### Première version abandonnée
Toutes les chansons sont écrites et composées par Jennifer Ayache.
| No  | Titre                           | Durée |
| --- | ------------------------------- | ----- |
| 1.  | L'Américain                     |       |
| 2.  | Tous Les Étages                 |       |
| 3.  | J'ai Voyagé [Feat. Tito Prince] |       |
| 4.  | Just In Time                    |       |
| 5.  | On S'Connait pas                |       |
| 6.  | Elle A Balancé                  |       |
| 7.  | Animal [Feat. Mat Bastard]      |       |
| 8.  | Si j'essaye                     |       |
| 9.  | Weather Operator                |       |
| 10. | Diabolo Menthe                  |       |

### Version finale commercialisée
| 1.    | L'Américain                     | Jennifer Ayache & Gaspard Murphy       | 3:24 |
| 2.    | Acide                           | Jennifer Ayache & John O'Brien         | 4:00 |
| 3.    | Forteresse                      | Jennifer Ayache                        | 3:40 |
| 4.    | Tous Les Étages                 | Jennifer Ayache                        | 3:13 |
| 5.    | J'ai Voyagé [Feat. Tito Prince] | Jenn Ayache & Tito Prince & The Bionix | 3:21 |
| 6.    | Just In Time                    | Jenn Ayache                            | 3:37 |
| 7.    | On S'Connait pas                | Jenn Ayache                            | 3:32 |
| 8.    | Elle A Balancé                  | Jenn Ayache                            | 2:51 |
| 9.    | Weather Operator                | Jenn Ayache                            | 4:34 |
| 10.   | Drama                           | Jenn Ayache                            | 3:42 |
| 11.   | Animal [Feat. Mat Bastard]      | Jenn Ayache & Mat Bastard              | 3:05 |
| 12.   | Diabolo Menthe                  | Yves Simon                             | 2:36 |
| 38:11 |                                 |                                        |      |

| 1. | L'Américain (Bionix Remix) | 3:20 |
| 2. | Tous Les Etages (Hu Remix) | 4:18 |

On remarque cependant que dans celle-ci ne figure pas Si j'essaye.

## Sources
- Fiche +001 sur wikia.com - consulté le 15 juillet 2014.
- Fiche +001 sur justmusic.fr - consulté le 15 juillet 2014.
- Fiche Wow sur greatsong.net - consulté le 14 juillet 2014.
- Fiche Wow sur chartsinfrance.net - consulté le 15 juillet 2014.
- Fiche Wow sur public.fr - consulté le 15 juillet 2014.